# سعيد بن عثمان سويعد
سعيد بن عثمان بن أحمد آل سويعد (24 فبراير 1961)، دبلوماسي سعودي، عُيّن في 22 أبريل 2021 سفيرًا فوق العادة ومفوّضاً لخادم الحرمين الشريفين لدى تركمانستان. عاش حياته العملية داخل أروقة وزارة الخارجية تنقّل خلالها بين عدد من المناصب ومثّلها في عدد من الوفود الرسمية، وشارك خلال مسيرته العملية في مجموعة من الاجتماعات الإقليمية والدولية، حتى تقلّد عام 2017م منصب مدير عام الإدارة العامة للدول العربية والمشرف العام على خلية الأزمة السورية في وزارة الـخارجية. وفي عام 2020م، تم تكليفه نائباً لوكيل وزارة الخارجية للشؤون السياسية والاقتصادية، بالإضافة إلى أعماله.

## الحياة الشخصية
ولد سعيد بن سويعد في مدينة الباحة، لعائلة محافظة ومرموقة في المجتمع السعودي. نهل امور السياسة وتشرّبها بعمق من والده الذي كان يجالس العلماء والقضاة والأمراء والساسة والوزراء ورجال الدولة وصناع القرار. والده هو الشيخ عثمان بن أحمد بن سعيد بن سويعد - شيخ قبيلة بني كبير - وعين خلفاً للشيخ محمد بن سويعد الغامدي الذي توفي في عام 1966، وبحكم أن ابنه سعيد هو أكبر أبنائه فقد كان يلازم والده في تلك الجلسات واللقاءات.
سعيد بن عثمان متزوج، وله بنتان وابنان، وهم:
- هنادي بنت سعيد بن سويعد.
- أروى بنت سعيد بن سويعد.
- عثمان بن سعيد بن سويعد.
- سلطان بن سعيد بن سويعد.

## الحياة العلمية
حصل على الشهادة الثانوية العامة من مدارس بالجرشي في منطقة الباحة عام 1979، ثم حصل على درجة البكالوريوس في علم الإجتماع من جامعة الملك عبدالعزيز عام 1982. ونال درجة الماجستير في علم الاجتماع السياسي من جمهورية مصر العربية.

## الخبرة العملية والمناصب السابقة
التحق بوزارة الخارجية السعودية عام 1982، وعمل في البعثات الدبلوماسية في كل من:
- مصر (1985-1990) - نائب القنصل -
- سوريا (1992-1997) - نائب القنصل -
- الإمارات العربية المتحدة (2000-2004) - رئيس القسم القنصلي -
- اسـبانيا (2007-2014) - نائب صاحب السمو الملكي الامير سعود بن نايف بن عبدالعزيز - [7]
- المملكة الأردنية الهاشمية (2016-2017) - نائب صاحب السمو الامير خالد بن فيصل بن تركي -[8]

- وفي عام 2016 وافق مجلس الوزراء على تعيين سعيد سويعد بوظيفة (وزير مفوض) في وزارة الخارجية.[9]
- في الفترة من 2014 ولغاية 2016 عيّن مديراً لإدارة دول المشرق العربي بوزارة الخارجية.
- وفي عام 2017 عيّن مديرًا عامًا للإدارة العامة للدول العربية، وتم تكليفه بالإشراف على خلية الأزمة السورية.
- أشرف على مؤتمر (الرياض 2) للمعارضة السورية.[10]
- في عام 2020 أصدر وزير الخارجية قرار بتكليفه منصب نائب وكيل وزارة الخارجية للشؤون السياسية والاقتصادية، بالإضافة إلى عمله.
- عُيّن في 22 أبريل 2021 سفيرًا لخادم الحرمين الشريفين لدى تركمانستان.[1]

## المشاركات الدولية
- الاجتماعات الوزارية لمجلس الجامعة العربية
- المؤتمر العام لمنظمة اليونسكو
- الاجتماع التنسيقي للحوار الخليجي الاوروبي
- الاجتماع التنسيقي لقادة دول مجلس التعاون الخليجي
- مؤتمر القمة الإسلامي
- مؤتمر مكافحة الإرهاب
- اللجنة الدائمة لمعاهدة منع انتشار الأسلحة النووية في الشرق الأوسط
- مؤتمر حوار الأديان بمدريد
- مؤتمر دعم الجيش اللبناني
- المؤتمر الوزاري بشأن الصومال
- مؤتمر جنيف 2 للسلام في سوريا [11]
- مؤتمر القمة العربية
- الجمعية العامة للأمم المتحدة